# P38 (潜水艦)
P38 (HMS P38) はイギリス海軍の潜水艦。U級の第3グループ。

## 艦歴
バロー＝イン＝ファーネスのヴィッカース・アームストロング社で建造。1940年9月2日起工。1941年7月9日進水。1941年10月17日就役。
1942年1月27日にマルタに到着。
「P38」（ヘミングウェイ大尉）は2月8日に出撃しランペドゥーザ島沖での哨戒へ向かった。2月19日、「アリオスト」（4116トン）を撃沈。
2月23日、「P38」はイタリア水雷艇「チルチェ」などの攻撃で撃沈された。生存者はいなかった。
敵船団攻撃のため「P38」は「P34」、「P39」、「ウナ」とともに哨戒線を形成した。4隻の船からなる船団は6隻の艦艇に護衛されて2月20日にタラントを出発。2月23日、船団の護衛の一隻、水雷艇「チルチェ」のECGが「P38」を捉えた。「チルチェ」は護衛の中で唯一ECGを装備していた。「チルチェ」が反応のあった場所へ向かうと潜望鏡が視認され、次いで潜望鏡が消えて大きな気泡が確認された。「チルチェ」が爆雷攻撃を行うと「P38」は海面に浮き上がった。ここで駆逐艦「アントニオット・ウゾディマーレ」が「P38」対して発砲。「P38」へ接近しようとしていた「チルチェ」の上を「アントニオット・ウゾディマーレ」の砲弾が通過したため、「チルチェ」は変針しなければならなかった。再び潜航し始めた「P38」に対して護衛の航空機も銃撃や爆弾投下を行った。また、「アントニオット・ウゾディマーレ」は駆逐艦「エマヌエーレ・ペッサーニョ」とともに爆雷攻撃を開始し、「P38」の探知が不可能になったため「チルチェ」の艇長は指揮官に対して駆逐艦2隻を引き下がらせるよう要求した。「チルチェ」が「P38」の捜索を再開すると突然潜水艦の艦首が海面から現れた。それから潜水艦は倒れて艦尾を海面上に出し、そのまま海中に消えていった。この後、潜水艦が消えた場所では気泡や多量の油、木片や死体などが発見された。おそらく「P38」は浮上しようとしていた際に操艦不能となり、海面に飛び出した後海底に衝突して破壊されたものと思われる。